# اسماعیل خویی
اسماعیل خویی (۹ تیر ۱۳۱۷ – ۴ خرداد ۱۴۰۰) شاعر معاصر ایرانی و عضو کانون نویسندگان ایران بود. شعرهای اسماعیل خویی به زبان‌های گوناگون از جمله انگلیسی، روسی، فرانسوی، آلمانی، هندی و اوکراینی برگردان شده‌اند که ترجمه‌ی مجموعه اشعار او از فارسی به انگلیسی توسط لطفعلی خنجی انجام شده است. مجموعه‌ی شعرهای انگلیسی اسماعیل خویی Voice of Exile (صدای تبعید) نام دارد. او نخستین شاعر ایرانی است که جایزه‌ی روکرت در کوبُرگ را در سال ۲۰۱۰ از آن خود کرده است.

## زندگی
خویی در ۹ تیر ۱۳۱۷ در مشهد زاده شد و دوران آموزش ابتدایی و متوسطه را در آنجا گذراند. خویی در سال ۱۳۳۶ برای ادامه تحصیل به تهران رفت. پس از دانش‌آموختگی در رشته فلسفه و علوم تربیتی از دانشسرای عالی با بورس تحصیلی شاگرد اولی به انگلستان رفت و از دانشگاه لندن دکترای فلسفه گرفت. در سال ۱۳۴۴ پس از بازگشت به ایران مقیم تهران شد و در دانشسرای عالی تهران که بعدها به دانشگاه تربیت معلم تهران تغییر نام داد به تدریس پرداخت.
اسماعیل خویی از اعضای هیئت مؤسّس کانون نویسندگان ایران است و دو دوره نیز عضو هیئت دبیران کانون بوده است. او که در کنار دیگر آزاداندیشان هم‌فکر خویش در مرکز جنبش روشنفکری ایران بود پس از اعدام دوستش سعید سلطان‌پور در سال ۱۳۶۰ پنهانی زندگی می‌کرد و پس از چندی از ایران مهاجرت کرد. اسماعیل خویی از سال ۱۳۶۳ در لندن می‌زیست.
اسماعیل خویی صدور فتوای قتل سلمان رشدی از سوی روح‌الله خمینی را مانند برخی دیگر از روشنفکران، نویسندگان، و شاعران سرشناس جهان و ایران از جمله هارولد پینتر، و نادر نادرپور محکوم کرد.او همچنین از پی‌ریزان کانون نویسندگان ایران در تبعید و از پایه‌گذاران انجمن قلم در تبعید است.
اسماعیل خویی در کنار احمد شاملو به عنوان یکی از نمایندگان شعر فارسی با زیگفرید اونزلد که به دعوت انستیتو گوته به ایران آمده بود دیدار کرد.
آثار اسماعیل خویی در شهرها و کشورهایی چند از مشهد و تهران، تا سوئد، آمریکا، کانادا، انگلستان، کرواسی، و آلمان به چاپ رسیده‌اند.

## سبک و درون‌مایه شعری
خویی، تعهد اجتماعی خویش را که گاه در زبان خشمگین یک انقلابی به‌ستوه‌آمده از بی‌داد جاری می‌شود با اندیشه‌های فلسفی شرایط انسانی در بیان انتقادی یک روشنفکر؛ یا با تغزل می‌آمیزد. او زبان تصویری بسیار ظریف و دقیقی را به کار می‌گیرد که از ساده‌ترین چیزهای روزمره گرفته تا نامنتظره‌ترین استعاره‌ها (ایماژها) را در خود جای داده است.
خویی در دوران دودمان پهلوی برای مقابله با سانسور از زبان نمادین ویژه‌ای استفاده می‌کرد. او گنجینهٔ تصاویر جاودان شاعران کهن را بکار می‌گرفت. اما آن را –همانند دیگر نمایندگان مکتب نمادگرایان اجتماعی که او نیز به آن تعلق داشت و خدمت بزرگی به آن کرد– با درونمایه نو و سراپا دیگری پر می‌کرد. به این ترتیب، او یکی از جانشینان جدی آن نسل از شاعران متعهد است که مانند نیما یوشیج قلمشان سلاحی برای مبارزه علیه سرکوب‌های اجتماعی و سیاسی، و پیش از هر چیز علیه خفه کردن ادبیات و در راستای رسیدن به آزادی اندیشه و بیان بوده است.
شاید بخواهیم خویی را یک شاعر سیاسی بنامیم. اما این کار موجب فروکاستن گستره و ژرفای آثارش خواهد شد چراکه سرچشمهٔ تعهد اجتماعی او شفقت است. چیزی که در رباعی «همبستگی» مانند دیگر اشعارش بیان شده - و نه فقط در ریخت بلکه در محتوا نیز در سنت کهن شعر فارسی قرار می‌گیرد؛ چون سعدی هم ابیاتی با همین مضمون دارد. خویی می‌گوید:
با یک دل غمگین به جهان شادی نیست
تا یک ده ویران بود، آبادی نیست
تا در همهٔ جهان یکی زندان هست
در هیچ‌کجای عالم آزادی نیست

## زندگی شخصی
اسماعیل خویی دو بار ازدواج کرد که هر دو بار از همسر خود جدا شد. نخستین بار با خانمی غیر ایرانی و کاتولیک و پس از آن با «رکسانا صبا» دختر ابوالحسن صبا، موسیقی‌دان مطرح، ازدواج کرد که از او دو دختر به نام‌های سبا و سُرایه دارد. سبا خویی کارمند شبکه دیداری من و تو است و سُرایه در ایران زندگی می‌کند.

## باورهای سیاسی
اسماعیل خویی از مخالفان نظام جمهوری اسلامی بود و در تبعید می‌زیست. او در دوران پادشاهی محمدرضا پهلوی از هواداران چریک‌های فدایی خلق بود و با بعضی از رهبران آنها از جمله مسعود احمدزاده و امیرپرویز پویان دوستی نزدیک و همکاری داشت.
اسماعیل خویی در ۳۱ ژانویه ۲۰۰۹ در گفتگو با تلویزیون فارسی بی‌بی‌سی به مناسبت ۳۰امین سالگرد پیروزی انقلاب ۱۳۵۷ از اینکه مردم، از جمله خود وی، به هشدار شاپور بختیار مبنی بر خطر ایجاد یک دیکتاتوری مذهبی توجه نکردند ابراز تأسف کرد.

## درگذشت

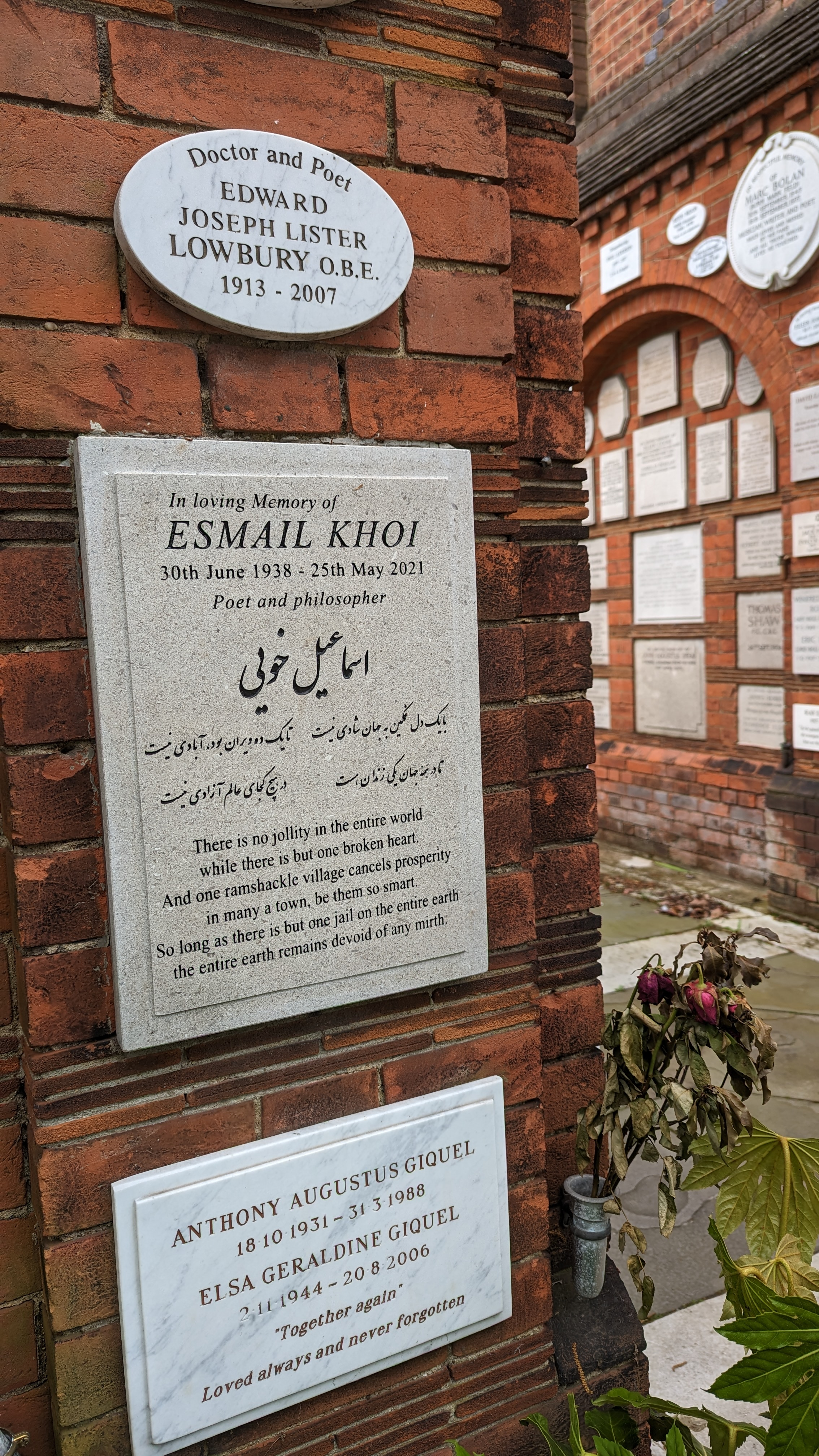
سنگ یادبود اسماعیل خویی در مرکز آتش‌سپاری گولدرزگرین لندن

اسماعیل خویی در ۴ خرداد ۱۴۰۰ در شهر لندن درگذشت. پیکر او بر پایه وصیتش ۵ تیر ۱۴۰۰ در سالن آتش‌سپاریِ گولدرز گرین لندن سوزانده شد.

### شعر
- بی‌تاب، ۱۳۳۵، نادری، مشهد.
- بر خنگ راهوار زمین، ۱۳۴۶، توس، تهران: چ۴، ۱۳۵۷، جیبی، تهران
- بر بام گردباد، ۱۳۴۹، رز، تهران: چ۳، ۱۳۵۷، جیبی، تهران.
- زان رهروان دریا، ۱۳۴۹، رز، تهران: چ۳، ۱۳۵۷، جیبی، تهران،
- از صدای سخن عشق، ۱۳۴۹، رز، تهران: چ۳، ۱۳۵۷، جیبی، تهران.
- فراتر از شب اکنونیان، ۱۳۵۰، رز، تهران: چ۲، ۱۳۵۷، جاویدان، تهران.
- بر ساحل نشستن و هستن، ۱۳۵۲، رز، تهران: چ۲، ۱۳۵۷، جیبی، تهران.
- ما بودگان، ۱۳۵۷، جیبی، تهران.
- کابوس خون‌سرشتهٔ بیداران، ۱۳۶۳، شما، لندن، ۲ چ.
- در نابهنگام، ۱۳۶۳، شما، لندن.
- زیرا زمین زمین است، ۱۳۶۳، شما، لندن.
- در خوابی از همارهٔ هیچ، ۱۳۶۷، کانون فرهنگی نیما، لس آنجلس؛ چ۲، ۱۳۶۷، پیام، لندن.
- گزارهٔ هزاره، ۱۳۷۰، لندن، چ ۳، ۱۳۷۸، شرکت کتاب، لس آنجلس.
- از فراز و فرود جان و جهان، ۱۳۷۰، گستره، فرانکفورت.
- نگاه‌های پریشان به نظم، ۱۳۷۲، لندن.
- یک تکه‌ام آسمان آبی بفرست، ارس، لندن، چ ۳، ۱۳۷۸، شرکت کتاب، لس آنجلس.
- غزل‌قصیدهٔ آغوش عشق و چهرهٔ زیبای مرگ - ۱۳۷۶، نشر ویژهٔ شعر، لندن، چ ۳، ۱۳۷۸، شرکت کتاب، لس آنجلس.
- از میهن آنچه در چمدان دارم، ۱۳۷۶، نشر کتاب، لس آنجلس، چ ۲، ۱۳۷۸، نشر کتاب، لس آنجلس.
- غزل‌قصیدهٔ «من» های من، ۱۳۷۷، افرا، تورنتو
- غزل‌قصیدهٔ آغوش عشق و چهرهٔ زیبای مرگ و غزل قصیدهٔ «من» های من (چاپ دوم در یک دفتر)، ۱۳۷۸، نشر هومن، لس آنجلس.
- نهنگ در صحرا (بیستمین دفتر شعر)، ۱۳۷۸، نشر هومن، لس آنجلس.
- پژواک جان‌سرود دل‌آئینگان، انتشارات گردون، ۱۳۸۷، آ لمان، چ ۲، ۱۳۷۸، نشر کتاب، لس آنجلس.
- شاعر خلقم، دهن میهنم (کهنسرودها)، ۱۳۷۸، نشر هومن، لندن، چ ۲، ۱۳۷۸، نشر کتاب، لس آنجلس.
- جهان دیگری می‌آفرینم، ۱۳۷۹، آرش استکهلم.
- عشق این خردِ برتر، ۱۳۷۹، یوتاچ، آستین.
- تا انفجار گریه، ۱۳۷۹، یوتاچ، آستین.
- Voice of Exile، سال ۲۰۰۲، امگا، آتلانتا
- مجموعهٔ جهار دفتر (کیهان درد، سنگ بر یخ، از بام آه، جانانهٔ شعر و جان زیبایی) در یک کتاب، ۱۳۸۲، بنیاد اسماعیل خویی، آتلانتا.
- زین سایه سار پربرگ، ۱۳۸۴، تهران، آگاه.
- قهقاه ناشنیدنی مرگ، ۱۳۹۰، لندن، پرینت تو دی به کوشش دخترش سبا خویی.
- مجموعه رباعیات به زبان انگلیسی، ۱۳۹۳، لندن، ترجمه لطفعلی خونجی، نقاشی روی جلد اثرِ محمد قاسمی زاده، چاپ اچ اند اس مدیا، لندن.
- من با منِ من بگو مگویی دارم (مجموعه رباعی)، ۱۳۹۵، نشر اچ اند اس مدیا، لندن.

### نوشته
- حافظ (ویراستهٔ دو کتاب از محمود هومن)، ۱۳۴۷، توس، تهران؛ چاپ ۴، جیبی، تهران.
- جدال با مدعی، ۱۳۵۰، سپهر، تهران؛ چاپ ۲، ۱۳۵۷، جاویدان، تهران.
- از شعر گفتن، ۱۳۵۰، سپهر، تهران.
- شعر چیست؟ (بحثی با محمود هومن)، ۱۳۵۵، امیر کبیر، تهران، چاپ ۲، امیر کبیر، تهران.
- آزادی، حق و عدالت (مناظره با احسان نراقی)، ۱۳۵۶، سپهر، تهران؛ چاپ ۲، ۱۳۵۷، جیبی، تهران.
- شناخت‌نامه، اردشیر محصص، ۱۳۵۷، جیبی، تهران.

### ترجمه
- در پوست شیر، از: شون اوکیسی، ۱۳۵۰، رز، تهران؛ چاپ ۳، ۱۳۵۷، امیرکبیر، تهران.
- چنین گفت زرتشت، از: نیچه، کتاب اول (با داریوش آشوری)، ۱۳۵۲، زمان، تهران.
- هارون و دریای قصه‌ها، از: سلمان رشدی، ترجمه شعرها ،(سینا سلیمی)، کتاب نخست، ۱۳۷۰، باران، استکهلم

### کارنامه
- کارنامهٔ اسماعیل خویی، شعر، کتاب نخست، ۱۳۷۰، باران، استکهلم.
- کارنامهٔ اسماعیل خویی، شعر، کتاب دوم، ۱۳۷۵، باران، استکهلم.
- کارنامهٔ اسماعیل خویی، شعر، کتاب پنجم، ۱۳۸۲، بنیاد خویی، آمریکا.

### گزیدهٔ کارهای خویی توسط دیگران
- گزینه شعرها، ۱۳۵۲، سپهر، تهران: چاپ ۲، ۱۳۵۷، جیبی، تهران.
- سیاهکل (گزینهٔ شعر)، ۱۳۶۴، انتشارات شما و سازمان دانشجویان ایرانی در انگلستان، اسکاتلند و ولز، هوادار سچفخا، لندن.
- Edges of Poetry - گزیدهٔ شعر ترجمه احمد کریمی حکاک و مایکل بیرد Blue Logos Press، ۱۹۹۵، لس آنجلس.
- درون‌دوزخِ بیدرکجا، (برگردان به انگلیسی بهرام بهرامی، افرا، ۱۳۷۵، تورنتو.
- Outlandia - گزیدهٔ شعر ترجمه احمد کریمی حکاک و مایکل بیرد Nik Publisher، ۱۹۹۹، ونکوور.

### سی‌دی‌ها و نوارها
- در اوج خسته شدن، نوار، با موسیقی شهریار صالح، ۱۳۶۶، واشینگتن دی‌سی
- شعرخوانی در برلین، دو نوار
- شعرخوانی در لس‌آنجلس، دو نوار
- آماده می‌شوم، سی دی، ۱۳۷۹، لس آنجلس
- بیدرکجا، سی‌دی، ۱۳۷۹، لس آنجلس
- گزارهٔ هزاره، سی دی، ۱۳۸۰، آتلانتا
- نوروزانه، سی دی، ۱۳۸۰، آتلانتا

## نمونه اشعار
نوروزانه
وبگاه روزنامهٔ «کیهان» چاپ لندن در انتهای مطلبی که به تاریخ ۴ خرداد ۱۴۰۰ در رثای خویی نوشته بود به نقل کامل یکی از معروف‌ترین اشعار تازه اسماعیل خویی یعنی شعر «نوروزانه» پرداخته بود که پیش‌تر توسط خود شاعر خوانده شده بود و داریوش اقبالی خواننده مشهور هم آن را به صورت تصنیف اجرا کرده بود. شاعر، این سروده را در ایّام نوروز خطاب به قشر آخوندهای حاکم بر ایران می‌خوانَد و آنچه که (به گمانش) از عبوس‌بودن و مرگ‌پرستی این قشر در تناقض با شادخواری و خرّمی ایام نوروز می‌یابد با زبانی شاعرانه و منتقدانه بیان می‌دارد. بخش‌هایی از این شعر:
| کام همگان باد روا کام شما نه        |  | ایام همه خرم و ایام شما نه‌         |
| زان گونه عبوسید که گویی می نوروز    |  | در جام همه ریزد و در جام شما نه    |
| وان گونه شب‌اندوده که با صبح بهاری   |  | شام همگان می‌گذرد، شام شما نه‌       |
| و انگار که خورشید بهارانهٔ ایران     |  | بر بام همه تابد و بر بام شما نه    |
| ای مرگ‌پرستان، بپژوهیدم و دیدم       |  | هر دین به خدا ره برد، اسلام شما نه |
| ...                                 |  | ...                                |
| شادی گوهر ماست که ما جانِ بهاریم     |  | ای ملت گریه به جز انعام شما نه‌     |
| ما هم چو گل از خندهٔ خود سر بدر آریم |  | بر کام خدا، نه از قِبَل کام شما نه   |
| وینگونه در این عید، روان آهوی امید  |  | رام همهٔ ماست، ولی رام شما نه‌       |
| ای عامِ شما در بدی و دَد صفتی خاص     |  | وی خاصِ شما نیک‌تر از عامِ شما نه‌     |
| پوشید عبا زیرا پوشاک بشر را         |  | اندام همه زیبَد و اندام شما نه‌      |

یک پنجره ست شاعر
یک پنجره ست شاعر
شاعر کسی‌ست که می‌ترسد
و سخت می‌ترسد
و از همین روست
که رو به آفتاب
می‌نشیند.
و هرچه هست،
حتّی،
آن مخملِ سیاه را نیز
بازیچه‌ای به‌دستِ رنگرزِ آفتاب می‌بیند.
و، مثلِ آفتاب‌پرستی هشیار،
درمخملِ سیاهی شب حل می‌شود:
یعنی که، درسپیدهٔ فرجام،
به آفتاب بدل می‌شود
| شیرینی لبان تو فرهادی آورد       |  | دلخواهی آنقدر که غمت شادی آورد   |
| جز عشق دلنشین تو کارام جان ماست  |  | دامی ندیده‌ایم که آزادی آورد      |
| دل را خراب کرد و به گنج هنر رسید |  | عشق خرابکار تو آبادی آورد        |
| مقبول باد عذر کمند افکنان عشق    |  | چشم غزال رغبت صیادی آورد         |
| گر عشق ورز و مست نمی‌خواهدم خدای  |  | باری چرا جمال پریزادی آورد؟      |
| ای جان سراب نوش نگاهت! بگو دلم   |  | رو با کدام سوی در این وادی آورد؟ |
| کوه غمت به تیشهٔ جان می‌کند دلم    |  | شیرینی لبان تو، فرهادی آورد      |